# Château de Montméry
Le château de Montméry est un château situé à Ambazac, en France.

## Localisation
Le château est situé dans le département français de la Haute-Vienne, sur la commune d'Ambazac.

## Historique
Le château est construit en 1885 pour Théodore Haviland de la famille Haviland, industriel dans la porcelaine à Limoges. Il est attribué à l'architecte américain Richard Morris Hunt, ayant dessiné de nombreuses demeures pour milliardaires ainsi que le piédestal de la statue de la Liberté. 
Le parc fut dessiné cinq ans plus tard en 1889-1890 par l'architecte paysagiste américain Frederick Law Olmsted. Ce parc regroupe plus d'une centaine d'espèces d'arbres et d'arbustes du monde entier, certaines uniques en France. Andromèdes du Japon, chênes, tilleuls argentés, etc. ornent ce parc où au milieu coule une rivière. 
Le château est classé au titre des monuments historiques le 19 avril 1991, modifié par un arrêté du 31 mars 1995. Les façades et les toitures du pavillon d'entrée, ainsi que le sous-sol, et les 1er, 2e et 3e étages du château sont inscrits à cette même date.

## Au cinéma
Des scènes des films Providence d'Alain Resnais (7 César du cinéma), Les Destinées sentimentales d'Olivier Assayas (4 nominations aux César 2000), et Lady Chatterley de Pascale Ferran (5 César en 2007), ont été tournées au château.